# Драгон (футбольный клуб, Папеэте)
«Драгон» (фр. A.S. Dragon) — футбольный клуб из Французской Полинезии, базирующийся в городе Папеэте на острове Таити. Выступает в высшей лиге. Домашние матчи проводит на стадионе Стад Патер.

## История
Клуб является четырёхкратным обладателем Кубка Таити. Первым выигранным чемпионатом стал 2011/2012. Клуб получил право на участие в Лиги чемпионов ОФК 2012/2013.

## Достижения
- Чемпион Таити: 3

2011-12, 2012-13, 2016-17
- Обладатель кубка Таити: 5

1997, 2001, 2004, 2013, 2016.
- Обладатель кубка чемпионов Таити: 2

1997, 2016